# José Alberto Quiñónez
José Alberto Quiñónez, född 28 juli 1990 i Tlaltenango, är en mexikansk MMA-utövare som sedan 2014 tävlar i organisationen Ultimate Fighting Championship.